# Leichtathletik-Weltmeisterschaften 2015/Teilnehmer (Uganda)
| Gelbes Symbol für Goldmedaillen mit stilisierten Olympischen Ringen | Graues Symbol für Silbermedaillen mit stilisierten Olympischen Ringen | Braundes Symbol für Bronzemedaillen mit stilisierten Olympischen Ringen |
| ------------------------------------------------------------------- | --------------------------------------------------------------------- | ----------------------------------------------------------------------- |
| —                                                                   | —                                                                     | 1                                                                       |

Der Leichtathletikverband Ugandas nominierte elf Athleten für die Leichtathletik-Weltmeisterschaften 2015 in der chinesischen Hauptstadt Peking.

## Medaillen
Mit einer gewonnenen Bronzemedaille belegte das Team Ugandas Rang 32 im Medaillenspiegel.

### Medaillengewinner

#### Bronze
- Munyo Solomon Mutai: Marathon

## Ergebnisse

### Männer

#### Laufdisziplinen
| Ronald Musagala         | 1500 m           | 3:42,12 min  | 22 | nicht qualifiziert | nicht qualifiziert | nicht qualifiziert | nicht qualifiziert |     |     |
| Phillip Kipyeko         | 5000 m           | 13:26,20 min | 12 | nicht qualifiziert | nicht qualifiziert | nicht qualifiziert | nicht qualifiziert |     |     |
| Moses Kibet             | 10.000 m         |              |    |                    |                    | DNF                | DNF                | DNF | DNF |
| Joshua Kiprui Cheptegei | 10.000 m         |              |    |                    |                    | 27:48,89 min       | 9                  |     |     |
| Timothy Toroitich       | 10.000 m         |              |    |                    |                    | 27:44,90 min       | 8                  |     |     |
| Abraham Kiplimo         | Marathon         |              |    |                    |                    | DNF                | DNF                |     |     |
| Jackson Kiprop          | Marathon         |              |    |                    |                    | 2:15:16 h          | 10                 |     |     |
| Munyo Solomon Mutai     | Marathon         |              |    |                    |                    | 2:13:30 h          | Bronze             |     |     |
| Stephen Kiprotich       | Marathon         |              |    |                    |                    | 2:14:43 h          | 6                  |     |     |
| Benjamin Kiplagat       | 3000 m Hindernis | 8:54,46 min  | 31 |                    |                    | nicht qualifiziert | nicht qualifiziert |     |     |

### Frauen

#### Laufdisziplinen
| Athlet         | Disziplin | Vorlauf | Vorlauf | Halbfinale | Halbfinale | Finale          | Finale |
| Athlet         | Disziplin | Zeit    | Platz   | Zeit       | Platz      | Zeit            | Platz  |
| -------------- | --------- | ------- | ------- | ---------- | ---------- | --------------- | ------ |
| Juliet Chekwel | 10.000 m  |         |         |            |            | 32:20,95 min NR | 17     |